# Floßteich

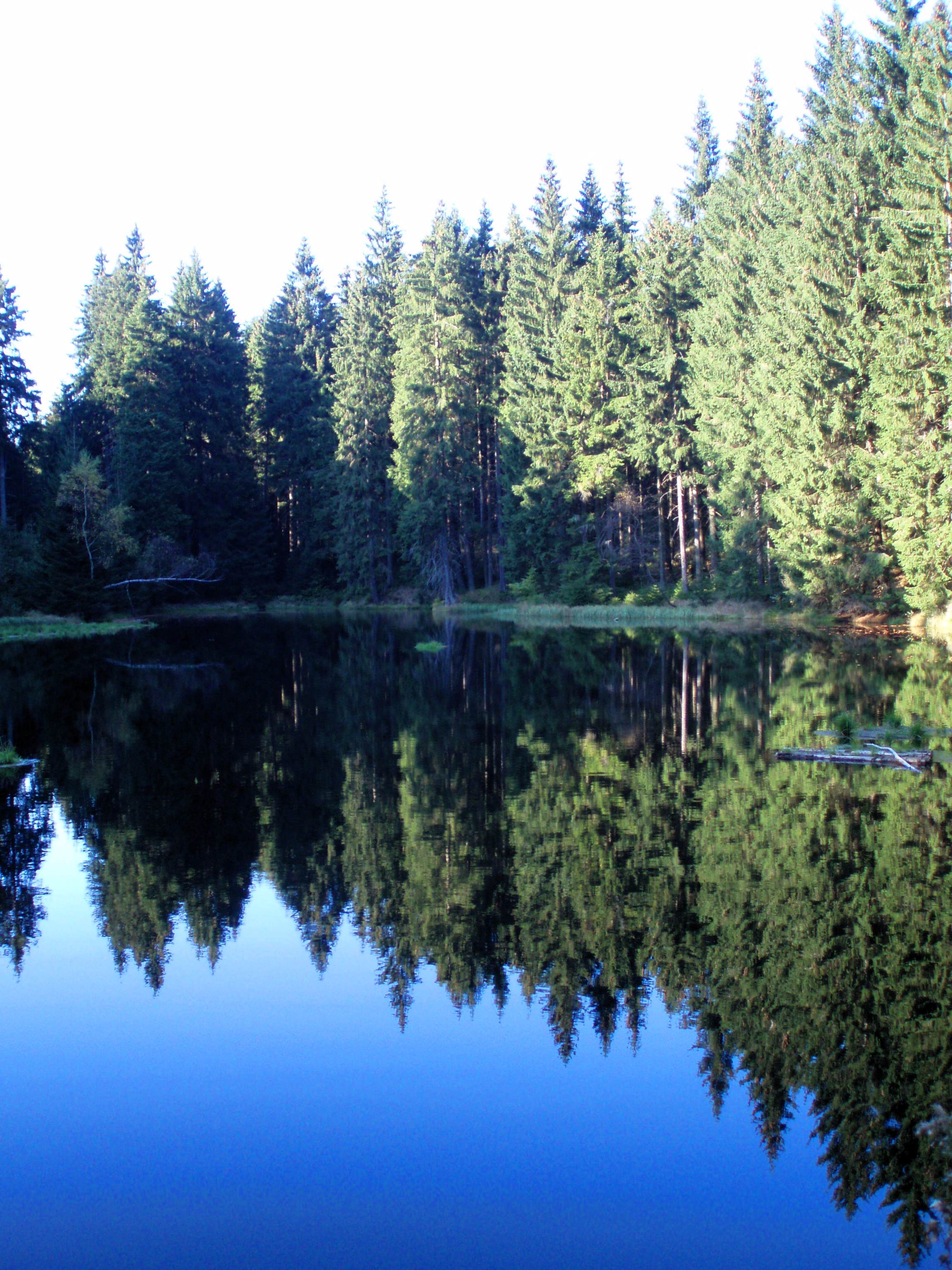
Unterer Floßteich bei Mühlleithen

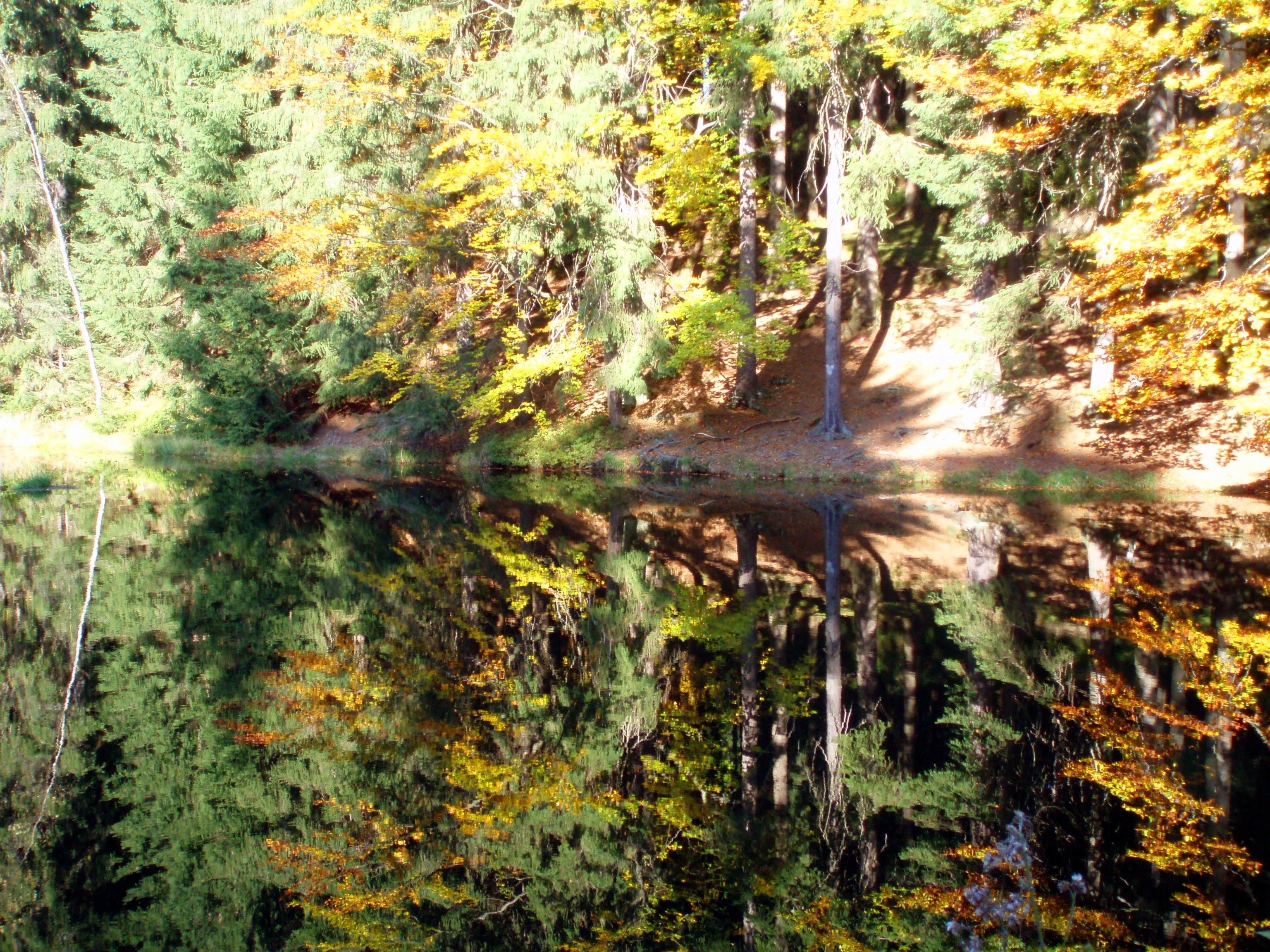
Herbst am Floßteich

Ein Floßteich (auch Flößteich) ist eine wasserwirtschaftliche Anlage, die in der Regel künstlich angelegt worden ist, um für das zugehörige künstliche, flößbare Gewässer (z. B. Floßgraben) einen ausreichenden Wasserstand zu gewährleisten. Auf solchen Floß- bzw. Flößgräben wurde meist Holz geflößt. Floßteiche sind hauptsächlich in Mittelgebirgen anzutreffen. In Verbindung damit stehen meist die Floßplätze.
Folgende Floßteiche gibt es heute noch unter dieser Bezeichnung:
- Deutschland
  - Bayern
    - Titschendorfer Floßteich an der Rodach (Main) 50° 24′ 25″ N, 11° 32′ 46″ O
    - Floßteich Bischofsmühle an der Wilden Rodach 50° 15′ 41″ N, 11° 37′ 44″ O
    - Floßteich Lamitztal an der Lamitz 50° 18′ 35″ N, 11° 33′ 47″ O

  - Sachsen
    - Vorderer Floßteich im Landesgemeindetal bei Erlbach 50° 19′ 34″ N, 12° 23′ 48″ O
    - Hinterer Floßteich im Landesgemeindetal bei Erlbach 50° 19′ 47,2″ N, 12° 25′ 15,9″ O
    - Lehmhaidner Floßteich bei Rübenau 50° 34′ 45,3″ N, 13° 18′ 33,6″ O
    - Unterer Floßteich bei Mühlleithen 50° 24′ 0,2″ N, 12° 28′ 56,7″ O
    - Floßteich bei Muldenberg 50° 24′ 53,6″ N, 12° 24′ 10,1″ O
    - Kleiner Floßteich bei Grillenburg 50° 56′ 30,8″ N, 13° 31′ 41,2″ O